# Licus Vallis
Licus Vallis es un antiguo valle fluvial en el cuadrángulo de Mare Tyrrhenum de Marte, ubicado en 2.9°S 233.9°W. Tiene 219,1 km (136,1 millas) de largo y recibió su nombre del antiguo nombre del moderno río Lech que transcurre por Alemania y Austria.